# Öddö 1:63 Drängsviken
Öddö 1:63 Drängsviken är ett naturreservat i Strömstads kommun i Västra Götalands län.
Området är naturskyddat sedan 1976 och är 0,4 hektar stort. Reservatet omfattar ett mindre område på Norra Öddö. Reservatet består av ett bestånd av idegran.